# Szczepan Łańcucki
Szczepan Łańcucki (ur. 23 grudnia 1893 w Sieniawie, zm. 8 listopada 1915 w bitwie pod Czartoryskiem) – plutonowy Legionów Polskich, kawaler Orderu Virtuti Militari.

## Życiorys
Urodził się w rodzinie Bronisława i Weroniki z d. Michalska. Absolwent gimnazjum w Jarosławiu. Od 1 września 1914 w Legionach Polskich jako żołnierz 4 batalionu, 15 kompanii 2 pułku piechoty Legionów Polskich.
Szczególnie odznaczył się dowodząc plutonem w czasie walk na Wołyniu, gdzie „pod Czartoryskiem, wraz ze swoim oddziałem wydostał się z okrążenia, oraz przeprowadził kontratak w kierunku linii rosyjskich. Zginął przed okopami nieprzyjacielskimi. Pośmiertnie odznaczony Orderem Virtuti Militari”.

## Ordery i odznaczenia
- Krzyż Srebrny Orderu Wojskowego Virtuti Militari nr 7387[1][2] – pośmiertnie, 17 maja 1922[3]
- Krzyż Niepodległości – pośmiertnie[1]